# Julio Pinto Vallejos
Julio Pinto Vallejos (1956) es un historiador chileno especializado en historia social y política. Obtuvo el Premio Nacional de Historia de su país en 2016.

## Carrera académica
Realizó sus estudios superiores en la Universidad de Yale, donde obtuvo su licenciatura, magíster y doctorado, con especialización en América Latina contemporánea. Desde 1980, ha ejercido como académico en las universidades de Talca, Arcis, Católica de Chile y de Santiago de Chile; en esta última, su institución por décadas, ha ocupado cargos de dirección. También a ejercido la docencia en las Universidades Federal de Minas Gerais y Estatal Paulista en Brasil, La República en Uruguay y el Instituto de Altos Estudios Internacionales y de Desarrollo en Suiza.

## Trabajo historiográfico
En una primera etapa, realizó investigaciones sobre las transformaciones económicas que experimentó Chile a fines del siglo XIX, en colaboración con el historiador Luis Ortega. Más adelante sus investigaciones se enfocaron en los conflictos sociales y políticos, deteniéndose en los trabajadores del salitre y del guano, la gestación de una clase obrera moderna y un movimiento obrero organizado Chile, la identidad popular, la conformación del Estado en Chile y distintas aristas del proceso de la Unidad Popular (UP), coalición oficialista durante la presidencia de Salvador Allende. Además ha desarrollado la investigación comparada, entre procesos políticos en Argentina, Chile y Perú, sobre todo en relación con la participación de los sectores populares en la construcción de Estado durante las décadas posteriores a la Independencia. Recientemente ha concluido una investigación, con Verónica Valdivia, sobre la pertinencia de aplicar la categoría "populismo" a los procesos político-sociales experimentados en Chile entre las décadas de 1920 y 1950.
También ha escrito una completa biografía del político marxista chileno Luis Emilio Recabarren, fundador del Partido Obrero Socialista, precursor del Partido Comunista (PC). En su enfoque historiográfico, ha confluido con otros académicos, como María Angélica Illanes, Gabriel Salazar y especialmente Verónica Valdivia, en una propuesta de renovación disciplinaria.Por otra parte, ha sido invitado a numerosas universidades a dictar conferencias y charlas, en Chile y el extranjero, y es miembro del comité editorial de LOM Ediciones.

## Premios y reconocimientos
En el año 2000 obtuvo el Premio Municipal de Literatura de Santiago, género Ensayo, otorgado a los tomos I y II de la Historia Contemporánea de Chile, escrita en conjunto con Gabriel Salazar. En 2016, obtuvo el Premio Nacional de Historia de Chile, por «su notable producción historiográfica en diversos campos de la disciplina, especialmente en historia social e historia de la República».

## Libros

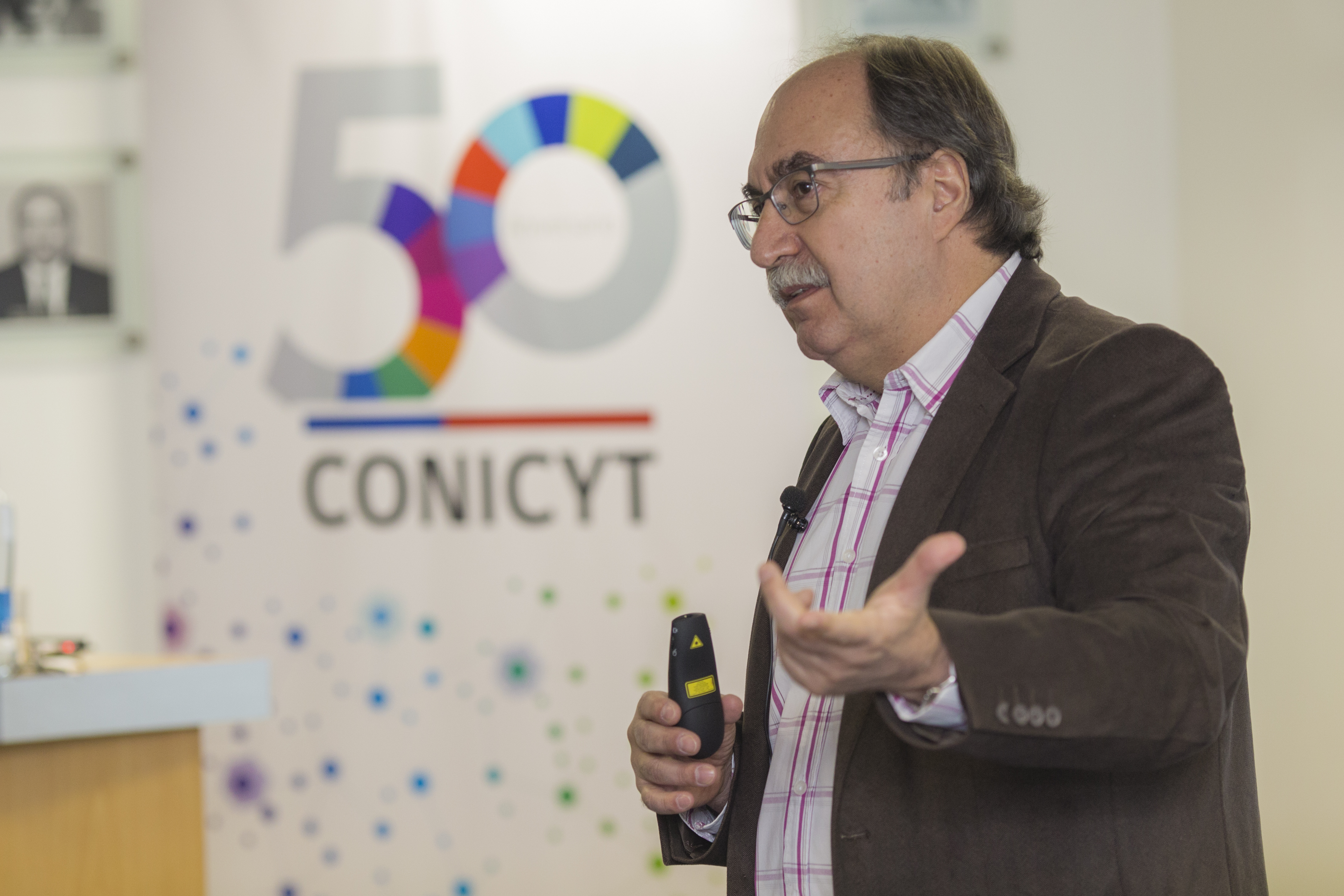
Julio Pinto dando una charla (2017).

### Obras
- Expansión minera y desarrollo industrial: un caso de crecimiento asociado (Chile 1850-1914), Santiago, Universidad de Santiago, 1990 (en coautoría con Luis Ortega).
- Trabajos y rebeldías en la pampa salitrera: el ciclo del salitre y la reconfiguración de las identidades populares (1850-1900), Santiago, Universidad de Santiago, 1998.
- Historia Contemporánea de Chile [5 volúmenes] (en coautoría con Gabriel Salazar). Santiago: LOM Ediciones, 1999-2003.
- ¿Revolución proletaria o querida chusma? Socialismo y Alessandrismo en la pugna por la politización pampina (1911-1932), Santiago, LOM Ediciones, 2001 (en coautoría con Verónica Valdivia).
- Cuando hicimos historia. La experiencia de la Unidad Popular. Santiago: LOM Ediciones, 2005 (coordinador y editor).
- Cien años de propuestas y combates. La historiografía chilena del siglo XX. México: Universidad Autónoma Metropolitana, 2006 (en coautoría con María Luna Argudín).
- Su revolución contra nuestra revolución [2 volúmenes] (en coautoría con Verónica Valdivia y Rolando Álvarez). Santiago: LOM Ediciones, 2006.
- Desgarros y utopías en la pampa salitrera: la consolidación de la identidad obrera en tiempos de la cuestión social (1890-1923), Santiago, LOM Ediciones, 2007.
- ¿Chilenos todos? La construcción social de la nación (1810-1840), Santiago, Lom Ediciones, 2009 (en coautoría con Verónica Valdivia).
- Mujeres. Historias Chilenas del siglo XX, Santiago, LOM Ediciones, 2010 (como compilador).
- Luis Emilio Recabarren. Una biografía histórica, Santiago, LOM Ediciones, 2013.
- El orden y el bajo pueblo. Los regímenes de Portales y Rosas frente al mundo popular, 1829-1852, Santiago, LOM Ediciones, 2014 (en coautoría con Daniel Palma, Karen Donoso y Roberto Pizarro).
- Fiesta y drama. Nuevas historias de la Unidad Popular. Santiago: LOM Ediciones, 2014 [como editor y autor].
- Trabajadores y trabajadoras: Procesos y acción sindical en el neoliberalismo chileno (1979-2017). Valparaíso: América en Movimiento, 2017 (editor y coautor con José Ignacio Ponce y Camilo Santibáñez).
- Las largas sombras de la Dictadura: a 30 años del plebiscito. Santiago, LOM Ediciones, 2019 (editor y autor).
- Caudillos y plebeyos. La construcción social del Estado en América del Sur (Argentina, Perú, Chile), 1830-1860. Santiago: LOM Ediciones, 2019; Buenos Aires, Prometeo, 2022.
- Populismo en Chile, de Ibáñez a Ibáñez [3 volúmenes] (en coautoría con Verónica Valdivia, Teresa Gatica, Karen Donoso y Sebastián Leiva). Santiago, LOM Ediciones, 2023.

### Artículos y capítulos en libros
- "1890: un año de crisis en la sociedad del salitre", Cuadernos de Historia 2 (1982): 73-93.
- "La transición laboral en el norte salitrero : la provincia de Tarapacá y los orígenes del proletariado en Chile 1870-1890", Historia Vol. 25 (1990): 207-228.
- "La presencia italiana en el ciclo salitrero: Tarapacá, 1860-1900" en Presencia italiana en Chile editado por Baldomero Estrada, Valparaíso, Eds. Universitarias de Valparaíso, 1993, 61-88.
- "El balmacedismo como mito popular: los trabajadores de Tarapacá y la Guerra Civil de 1891", en La Guerra Civil de 1891. Cien Años hoy, editado por Luis Ortega, Santiago, Ediciones USACH, 1993.
- "Cortar raíces, criar fama: el peonaje chileno en la fase inicial del ciclo salitrero, 1850-1879", Historia, 27 (1993), 425-447.
- "Historia y minería en Chile: estudios y fuentes", América Latina en la Historia Económica 1:1 (1994): 65-88.
- "En el camino de la mancomunal: Organizaciones obreras en la provincia de Tarapacá, 1880-1895", Cuadernos de Historia 14 (1994): 81-135.
- "¿Cuestión social o cuestión política? La lenta politización de la sociedad popular tarapaqueña hacia el fin de siglo (1889-1900)", Historia, n.º 30, 1997, pp. 211-261.
- "Socialismo y salitre : Recabarren, Tarapacá y la formación del Partido Obrero Socialista", Historia Vol. 32 (1999): 315-366.
- "Balance de un medio siglo: historiadores y cientistas sociales enfrentan el 2000". En Memoria para un nuevo siglo. Chile, miradas a la segunda mitad del siglo XX, coeditado con Mario Garcés, Pedro Milos, Myriam Olguin, María Teresa Rojas y Manuel Urrutia, Santiago, LOM Ediciones, 2000.
- "De proyectos y desarraigos: la sociedad latinoamericana frente a la experiencia de la modernidad (1870-1914)", Contribuciones Científicas y Tecnológicas, 130 (2002), 95-113.
- "Patria y Clase en los albores de la identidad pampina (1860-1890)" Historia Vol. 36 (2003): 275-332 (en coautoría con Verónica Valdivia y Pablo Artaza).
- "Discursos de clase en el ciclo salitrero: la construcción ideológica del sujeto obrero en Chile, 1890-1912", Revista de Historia Social y de las Mentalidades, 2 (2004).
- "El despertar del proletario: El Partido Obrero Socialista y la construcción de la identidad obrera en Chile", Hispanic American Historical Review 86:4 (2006).
- "¿El pueblo soberano? Modelo estadounidense y ficción democrática en los albores de la República de Chile", en Ampliando miradas. Chile y su historia en un tiempo global, editado por Fernando Purcell y Alfredo Riquelme, Santiago, Ediciones UC/RIL Editores, 2009.
- "¿La tendencia de la masa al reposo? El régimen portaliano enfrenta al mundo plebeyo, 1830-1851", Historia N°4, Vol. 2 (2011): 401-442.
- "Os fantasmas da Unidade Popular: Um vazio inquietante na historiografia chilena", Revista Eletrônica da ANPHLAC (Associaçao Nacional de Pesquisadores e Professores de História das Américas, Brasil), Nº 14, (enero-junio 2013): 31-42.
- "Los sujetos populares y la historiografía independentista: omisiones, inclusiones, matices", Travesía, 18(2), 2016, 27-34.
- "¡La cuestión social debe terminar! La dictadura de Carlos Ibáñez en clave populista, 1927-1931", Historia N°53, Vol. 2 (julio-diciembre de 2020): 591-630.